# Abdij Trois-Fontaines

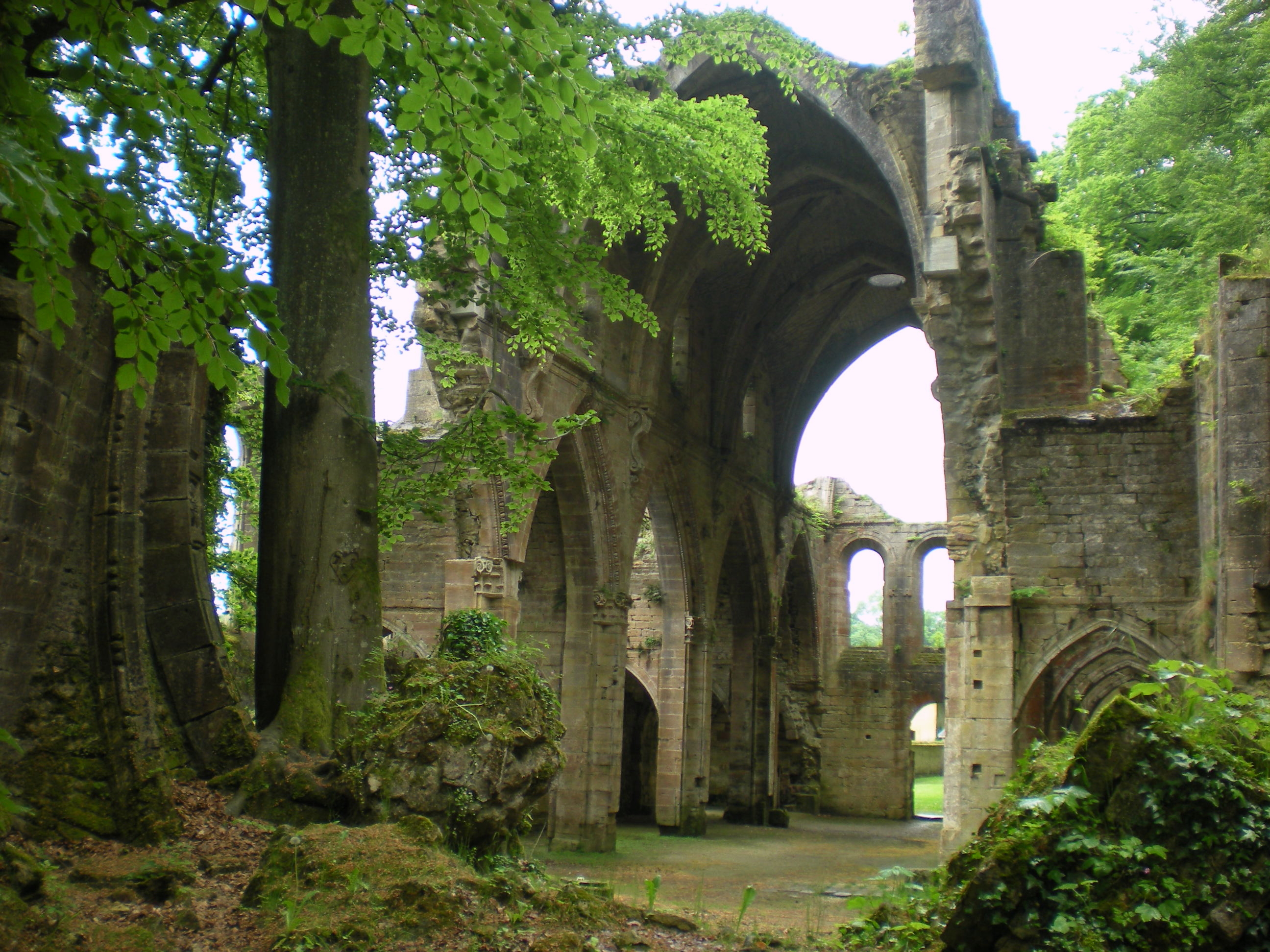
Ruïnes van de abdijkerk

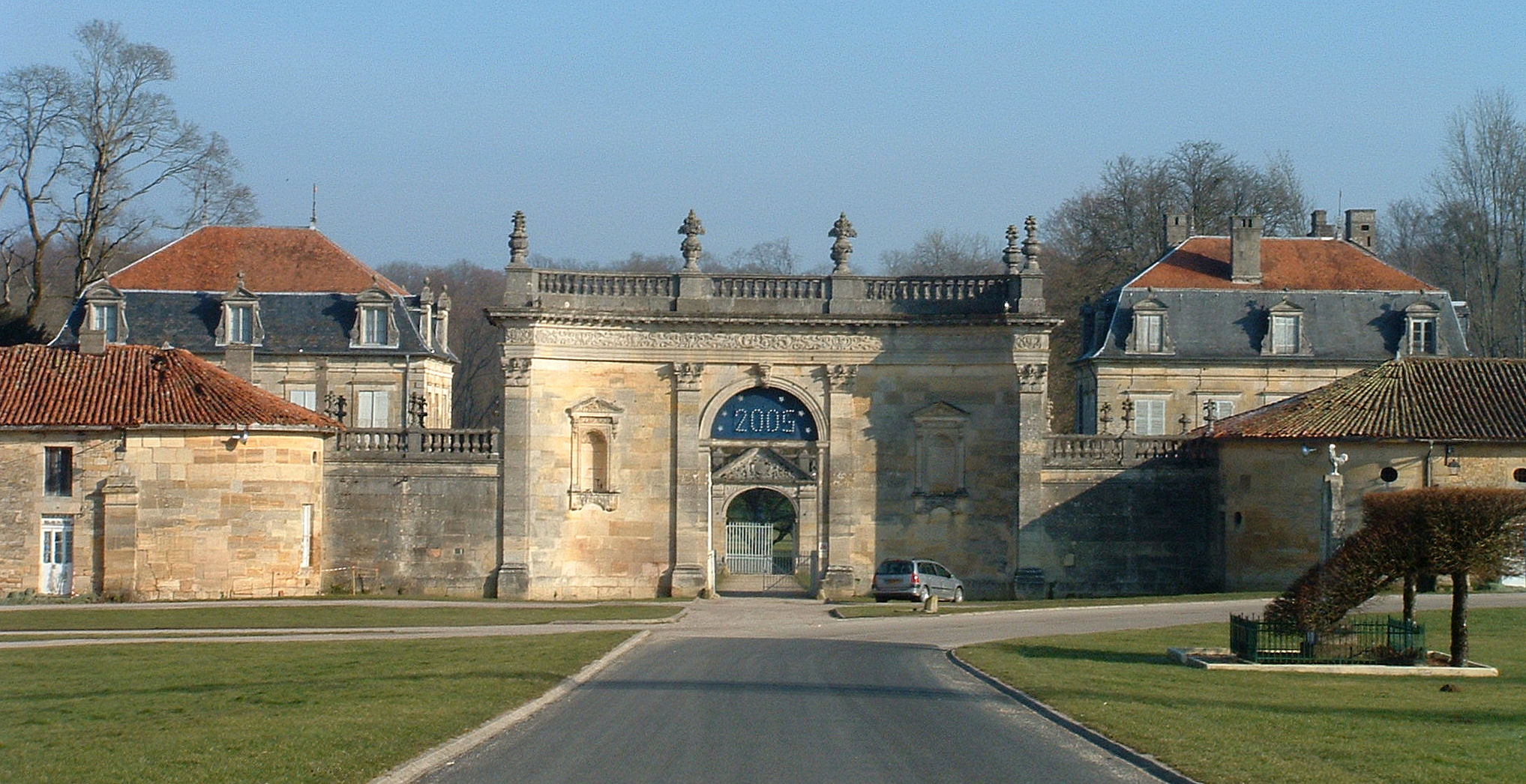
18e-eeuwse abdijpoort met erachter het kasteel

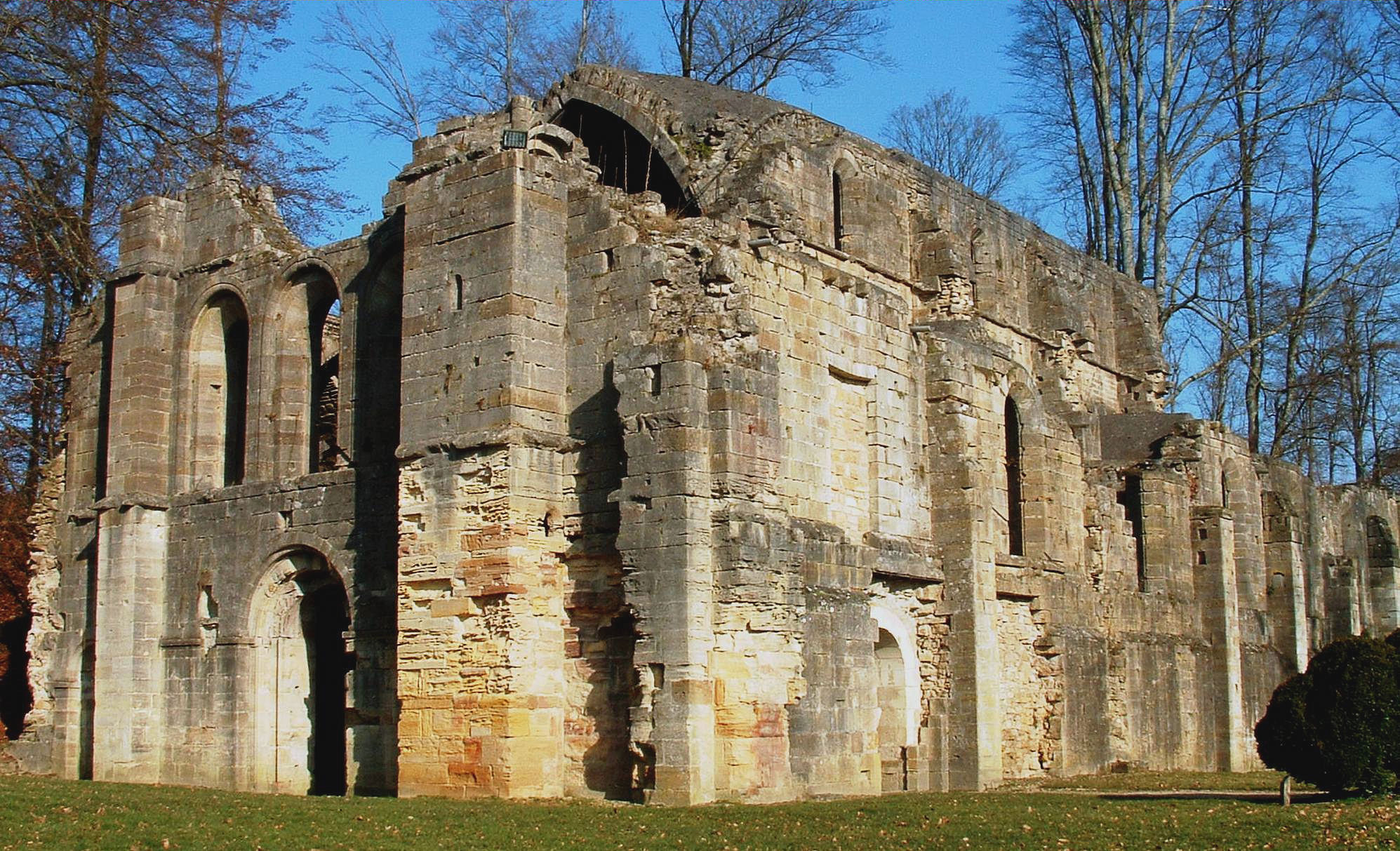
Buitenaanzicht van de voormalige abdijkerk

De abdij Trois-Fontaines (Latijn: abbatia Trium Fontium) was een cisterciënzerklooster gewijd aan Maria in de Franse gemeente Trois-Fontaines-l'Abbaye in de historische provincie Champagne. Er rest een monumentale toegangspoort en een fraaie ruïne van de abdijkerk. Het geheel is sinds 1944 beschermd.

## Geschiedenis
De abdij was het eerste dochterhuis van de abdij van Clairvaux, een van de vier primaire cisterciënzerabdijen. Het was Bernardus van Clairvaux die Trois-Fontaines in 1118 stichtte in een afgelegen bosgebied aan de Marne in het bisdom Châlons. De grond, geschonken door Hugo van Vitry, was zompig door het water van de Bruxenelle en werd door de monniken drooggelegd. 
De nieuwe abdij groeide uit tot een grote gemeenschap, die op haar hoogtepunt zo'n 130 monniken omvatte. In de eerste eeuw van haar bestaan was ze zeer actief in het oprichten van dochterhuizen:
- Abdij van Lachalade (1127)
- Abdij van Orval in België (1132)
- Abdij van Haute-Fontaine (1136)
- Abdij van Cheminon (1138)
- Abdij van Châtillon (1142)
- Abdij van Monthiers-en-Argonne (1144)
- Abdij van Szentgotthárd in Hongarije (1183)
- Abdij van Belin Studenac in Servië (1234)

Belangrijke figuren waren de abt Jacobus van Pecorara, later kardinaal, en de monnik Alberic van Trois-Fontaines, auteur van een wereldkroniek.
De geïsoleerde locatie van de abdij beschermde haar tegen gewapende aanvallen. Ze viel echter in 1536 in handen van commendataire abten. Van 1716 tot 1741 was de abt in commendam Pierre Guérin de Tencin, de Franse ambassadeur in Rome, die in 1739 tot kardinaal werd benoemd. Hij herbouwde Trois-Fontaines en herstelde de schade veroorzaakt door een brand in 1703. Door de kloostersluiting en -nationalisering onder de Franse Revolutie werd de abdij in 1790 verkocht en grotendeels gesloopt omwille van de bouwmaterialen. Het grote orgel uit de abdijkerk werd geplaatst in de Collegiale kerk Onze-Lieve-Vrouw van Vitry-le-François.

## Gebouwen
De monumentale abdijpoort dateert uit de 18e eeuw. Ze heeft een concave gevel met vier Korinthische pilasters en schraagt een terras afgezet met een balustrade. Voorbij de poort ligt nu een kasteel in Lodewijk XV-stijl.
Imposante ruïnes zijn alles wat overblijft van de abdijkerk, gebouwd in de periode 1160-1190. Oorspronkelijk was ze ongeveer 70 meter lang en 40 meter breed over het transept, op een kruisvormig grondplan. Het portaal wordt gedomineerd door drie grote rondboogvensters. Het onderste deel van de omlijsting van het grote roosvenster is bewaard gebleven en vult bijna de gehele breedte van de westgevel. De eerste drie traveeën van het schip zijn merkbaar breder dan de rest. Het kruisribgewelf van de eerste is verdwenen, maar die van de volgende drie houden nog stand. De traveeën verderop zijn ingestort in de 19e eeuw. De zijbeuken hebben spitse tongewelven en zijn door spitsbogen van het schip gescheiden. Het rechthoekige koor en het transept met drie kapellen aan beide armen was in verval geraakt en vlak voor de opheffing van de abdij nog vervangen door een halfronde afsluiting aan de oostzijde van het transept.
Tegenwoordig is de romaanse en vroeggotische abdijkerk gestabiliseerd als een pittoreske ruïne. In de bijgebouwen is het Musée du Vélo gevestigd, dat de fietsgeschiedenis illustreert aan de hand van affiches, accessoires en bijna tweehonderd fietsen.